# 东卡拉山口
东卡拉山口 ，古名为丈结山口  (平均海拔18,156.2英尺或5,534.0米) 是喜马拉雅山脉的高山口连接印度锡金邦和清朝的西藏。卫藏通志里记载：“... 丈结山顶、雅纳山顶，设立鄂博，此内为西藏境，此外为哲孟雄境。”1890年，中英藏印条约第一款只规定：“藏、哲之界，以自布坦交界之支莫挚山起，至廓尔喀边界止，分哲属梯斯塔及近山南流诸小河，藏属莫竹及近山北流诸小河，分水流之一带山顶为界。”即中国西藏与英属锡金以流入锡金梯斯塔河及其支流的水流和流入西藏莫竹河及向北流入其他西藏境内河流的水流间的分水岭为边界。这段边界线起自与不丹交界的吉姆马珍山，并沿上述分水岭行至与尼泊尔边界。
所以边界线由原本的丈结山顶 ，向北改为流入梯斯塔河北面的分水岭。

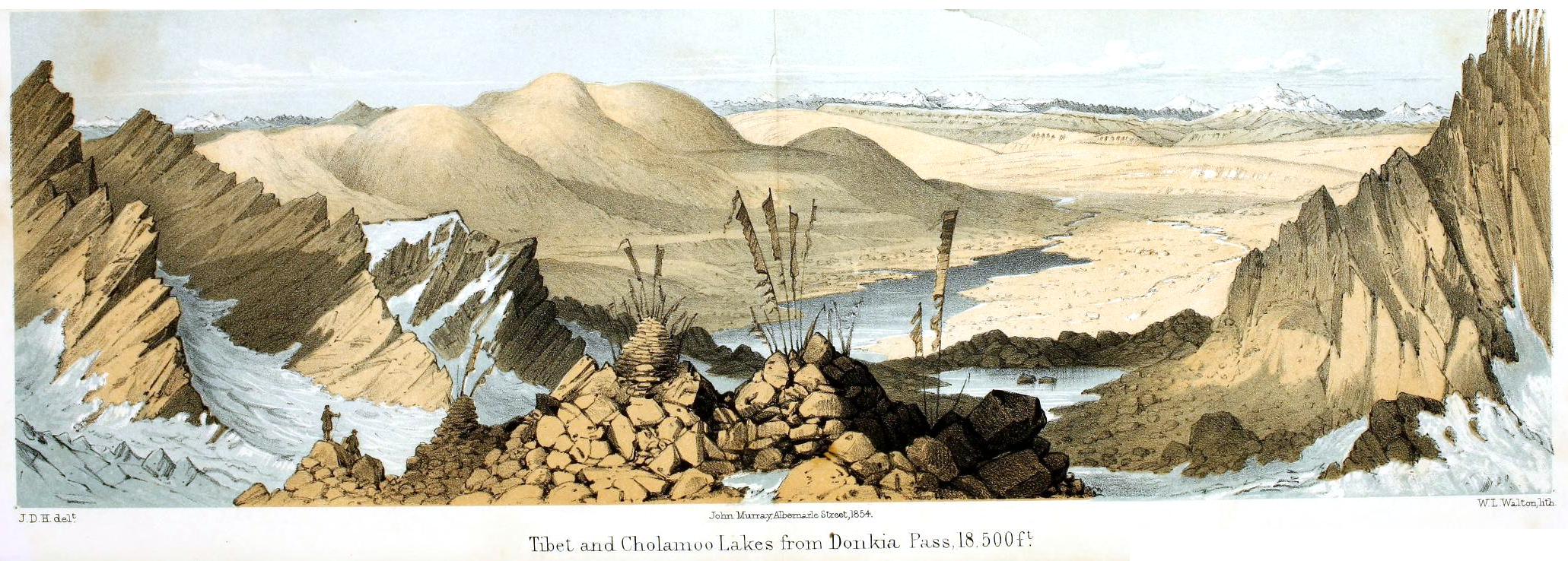
由约瑟夫·道尔顿·胡克所绘画的东卡拉山口（1854）

东卡拉山口位于北锡金县，享有青藏高原的景色。附近的Tso Lhamo Lake长6.5 km（4.0 mi） 和宽2.5 km（1.6 mi），并且是提斯塔河的源头。该湖的东北偏北方向有印度陆军和特种边境部队基地，该湖的西北偏西方向约5 km（3.1 mi）的Gurudongmar Lake，也流向提斯塔河。
在西方学者中，第一个记录东卡拉山口的观察者是植物学家约瑟夫·道尔顿·胡克，他于1849 年 9 月7 日越过东卡拉山口。 。

## 外部连结
- Mountain passes of Sikkim